# 엘하난 (야일의 아들)
베들레헴 사람 야레오레김의 아들 엘하난(Elhanan, son of Jaare-oregim, 히브리어: אֶלְחָנָן בֶּןַעְרֵי אֹרְגִים בֵּית ַלַּחְְִי, 로마자 표기: ʾElḥānān ben-Yaʾ) rē ʾOrəḡim Bēṯ hal-Laḥmi)은 사무엘하 21장 19절에 등장하는 인물로, 그가 골리앗을 죽인 것으로 기록되어 있다. “또 곱에서 블레셋 사람들과 전쟁할 때에 베들레헴 사람 야레오르김의 아들 엘하난이 가드 사람 골리앗을 죽였는데 그 창자루는 베틀 채 같았더라.”라고 성경에서 언급한다. 사무엘하 21장 19절의 구절은 사무엘상 17장의 다윗과 골리앗의 이야기와 비교할 때 어려움을 야기하며, 학자들은 "골리앗이 다윗을 죽인 것은 독창적인 것이 아닐 수도 있다"고 결론을 내렸다. 이전 엘하난 이야기에서 "승리는 더 잘 알려진 다윗에게 귀속되었다.

## 같이 보기
- 역대기
- 사무엘기
- 엘하난 (도도의 아들)